# Roberta Ratzke
Roberta Silva Ratzke, född 28 april 1990 är en volleybollspelare (passare). Hon spelar i Brasiliens landslag och har spelat det mesta av sin klubbkarriär med olika klubbar i Brasilien, men spelar sedan 2021 med ŁKS Łódź i Polen.
Med landslaget tog hon silver vid OS 2021 och har vunnit Sydamerikanska mästerskapet fyra gånger. Med Rio de Janeiro Vôlei Clube har hon vunnit sydamerikanska klubbmästerskapet fyra gånger